# Olimpíada Internacional de Astronomia e Astrofísica
A Olimpíada Internacional de Astronomia e Astrofísica (International Olympiad on Astronomy and Astrophysics ou somente IOAA) é uma competição anual de astronomia e astrofísica para estudantes do ensino médio. Trata-se de uma das Olimpíadas Internacionais de Ciências. A sua primeira edição ocorreu em 2007, na Tailândia, e a mais recente foi realizada no Brasil, em 2024.
Participam equipes representando seus respectivos países, formadas por até cinco alunos e dois professores. Um país pode enviar mais de uma equipe desde que cubra financeiramente os gastos desta e que seja aceito pelo Comitê Organizador Local.  A próxima edição ocorrerá em 2025 na Índia.

## Provas
A avaliação é composta por uma prova teórica, uma prova de análise de dados experimentais e por outras provas práticas (podendo ser de observação do céu real, planetário ou outras atividades), além de uma prova em grupos, que podem ser formados por alunos de um mesmo país ou ser de formação mista. Cabe ao Comitê Organizador Local elaborar as avaliações, tal como a natureza dos grupos, sujeitas à aprovação do Júri Internacional. 
A prova teórica deve ser composta por aproximadamente cinco a sete questões curtas, cinco a sete questões intermediárias, e duas a três questões longas, abordando conteúdo teórico geral de astronomia e astrofísica, em áreas como astrofísica básica (envolvendo mecânica celeste, espectroscopia, entre outros), coordenadas e tempos, Sistema Solar, evolução e astrofísica estelar, sistemas estelares, galáxias e aglomerados, cosmologia, instrumentação astronômica e tecnologias espaciais. São esperados conhecimentos básicos em física e matemática a nível de ensino médio, mas as resoluções padrão não devem exigir o uso de cálculo, números complexos ou resolução de equações diferenciais. A duração da prova, normalmente, é de 5 horas.
A prova prática deve abordar duas provas, uma observacional e outra de análise de dados.
 Na prova observacional, que pode ser realizada em céu real ou em planetários, podem ser cobrados conhecimentos de constelações, estrelas, estrelas binárias, objetos de céu profundo, uso de cartas celestes e catálogos, estimativas de coordenadas celestes e magnitudes de astros, latitude do observador, e do tempo sideral e solar local. Binóculos, telescópios e detectores podem ser usados, mas informações suficientes devem ser fornecidas aos alunos.
Já a prova de análise de dados cobra análise estatística de dados sobre fenômenos astronômicos, exigindo a correta elaboração de gráficos em diferentes escalas, identificação de fontes de erro, estimativa da influência destas no resultado final, manipulação e propagação de erros e  conhecimento de algumas técnicas experimentais em astronomia e estatística básica. A duração máxima de todas as provas deve ser no máximo de 5 horas.
As regras da prova em grupo não são rígidas, podendo envolver diversos tipos de problemas e ter duração variada. Ela deve exigir habilidades de trabalho em grupo, como organização, comunicação entre os membros (que podem ser de diferentes países), divisão de tarefas e brainstorming. Até 2017 as equipes eram nacionais, e a partir de então passaram a ser disputadas por equipes mistas com membros de países diferentes.

## Premiação
Após a correção das provas e a revisão das notas, é elaborado um ranking baseado na nota total obtida por cada estudante, considerando peso de 50% para a prova teórica e 50% para a prática (25% para a parte observacional e 25% para a de análise de dados). 
Até 2018, as premiações eram distribuídas de acordo com a média aritmética das notas obtidas pelos três primeiros colocados. Tomando-se essa média como 100%, a pontuação dos estudantes era calculada em função desta nota de referência. A definição dos premiados seguia o seguinte critério:
- medalha de ouro: alunos com nota maior ou igual a 90%.
- medalha de prata: alunos com nota maior ou igual a 78% e menor que 90%
- medalha de bronze: alunos com nota maior ou igual a 65% e menor que 78%.
- menção honrosa: alunos com nota maior ou igual a 50% e menor que 65%.

A partir de 2019, o critério de premiação foi alterado. A mediana das notas finais (M) é calculada, e os premiados são definidos de acordo com o critério a seguir:
- medalha de ouro: alunos com nota maior ou igual a 1,6 M.
- medalha de prata: alunos com nota maior ou igual a 1,3 M  e menor que 1,6 M.
- medalha de bronze: alunos com nota maior ou igual a 1,0 M  e menor que 1,3 M.

Caso a mediana supere 50% do valor total das questões, define-se M como sendo 50% desse valor total. 
Para distribuição das menções honrosas, são calculadas novas medianas para a prova teórica (MT) e prova prática (MP). Os competidores que tiverem notas superiores a MT ou MP nas respectivas provas, e que não tenham conseguido medalha, recebem menções honrosas.
São oferecidos ainda prêmios especiais para os alunos que se destacam com a maior pontuação global e com os melhores desempenhos individuais na prova teórica e na experimental. A melhor equipe na prova em grupos também recebe um prêmio.

## O Brasil na IOAA
O Brasil participa da IOAA desde sua primeira edição em 2007. As equipes que representam o Brasil na IOAA são formadas através um processo seletivo organizado pela Olimpíada Brasileira de Astronomia (OBA). Atualmente, os melhores alunos do Nível 4 da OBA são convidados a participar do processo de seleção que dura aproximadamente um ano e é composto de três etapas: uma fase inicial online, uma prova presencial, e um treinamento presencial. Desde 2018, os estudantes de nono ano do ensino fundamental com nota superior a 9,0 na prova de Nível 3 da OBA também podem participar do processo seletivo.

### Resultados obtidos
| Edição | Ano    | País Sede | Ouro | Prata | Bronze | Honra |
| ------ | ------ | --------- | ---- | ----- | ------ | ----- |
| 1      | 2007   | Tailândia | -    | 1     | 1      | -     |
| 2      | 2008   | Indonésia | -    | 1     | 1      | 1     |
| 3      | 2009   | Irã       | -    | 3     | 1      | 1     |
| 4      | 2010   | China     | -    | 1     | 3      | 1     |
| 5      | 2011   | Polônia   | -    | -     | 2      | 2     |
| 6      | 2012   | Brasil    | -    | 2     | 1      | 6     |
| 7      | 2013   | Grécia    | -    | 2     | 3      | -     |
| 8      | 2014   | Romênia   | -    | -     | 2      | 3     |
| 9      | 2015   | Indonésia | -    | -     | -      | 4     |
| 10     | 2016   | Índia     | -    | -     | 2      | 3     |
| 11     | 2017   | Tailândia | -    | 1     | 2      | 2     |
| 12     | 2018   | China     | -    | 1     | 3      | 1     |
| 13     | 2019   | Hungria   | -    | -     | 3      | 2     |
| N/A    | 2020   | Estônia   | 4*   | 2*    | 4*     | -     |
| 14     | 2021   | Colômbia  | 2    | 4     | 4      | -     |
| 15     | 2022   | Geórgia   | 1    | 2     | 2      | -     |
| 16     | 2023   | Polônia   | 2    | 2     | -      | 1     |
| 17     | 2024   | Brasil    | -    | 2     | 3      | -     |
|        | TOTAL* | TOTAL*    | 5    | 22    | 33     | 27    |

### Delegações brasileiras
2007:
- Prata: Thomas Ferreira de Lima (Recife, PE)
- Bronze: Julio Cesar Neves Campagnolo (Toledo, PR)

- Líder: Thais Mothé Diniz

2008:

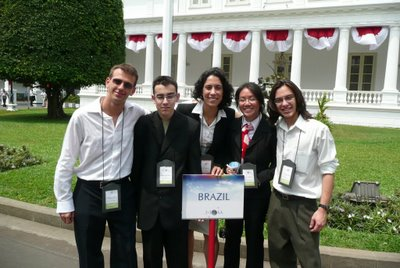
Equipe Brasileira da IOAA 2008.

- Prata: Rafael Parpinel Cavina (São Paulo, SP)
- Bronze: Cindy Yuchi Tsai (São Paulo, SP)
- Menção Honrosa: Otávio de Macedo Menezes (Porto Alegre, RS)
- Certificado de participação: Gustavo Perez Katague (São Paulo, SP)

- Líder: Thais Mothé Diniz

2009:
- Melhor Prova Observacional: Daniel de Barros Soares (São Gonçalo, RJ)
- Prata: Leonardo Pereira Stedile (São Paulo, SP), Hugo Fonseca Araújo (Juiz de Fora, MG), Daniel de Barros Soares (São Gonçalo, RJ)
- Bronze: Thiago Saksanian Hallak (São Paulo, SP)
- Menção Honrosa: Otávio de Macedo Menezes (Porto Alegre, RS)

- Líderes: Thais Mothé Diniz e Bruno L'Astorina

2010:
- Prata: Thiago Saksanian Hallak (São Paulo, SP)
- Bronze: Luiz Filipe Martins Ramos (Niterói, RJ), Tábata Cláudia Amaral de Pontes (São Paulo, SP), Gustavo Haddad Francisco e Sampaio Braga (São José dos Campos, SP)
- Menção Honrosa: Tiago Lobato Gimenes (São Bernardo do Campo, SP)

- Líderes: Thais Mothé Diniz e Felipe Augusto Cardoso Pereira

2011:
- Bronze: Gustavo Haddad Francisco e Sampaio Braga (São José dos Campos, SP), Ivan Tadeu Ferreira Antunes Filho (Lins, SP)
- Menção Honrosa: Tábata Cláudia Amaral de Pontes (São Paulo, SP), Pedro Rangel Caetano (Votorantim, SP)
- Certificado de participação: Rafael de Lima Bordoni (Manaus, AM)

- Líderes: Thais Mothé Diniz e Felipe Gonçalves Assis

2012:
- Prata: Ivan Tadeu Ferreira Antunes Filho (Lins, SP), Pedro Rangel Caetano (Votorantim, SP)
- Bronze: Breno Leví Corrêa (Viçosa, MG)
- Menção Honrosa: Fábio Kenji Arai (São Paulo, SP), Juliane Trianon Fraga (São Paulo, SP), Karoline Carvalho Bürger (Limeira, SP), Matheus Saraiva Valente Rosado (Fortaleza, CE), Murilo Freitas Yonashiro Coelho (São Paulo, SP) e Onias Castelo Branco Silveira (Fortaleza, CE)
- Certificado de participação: Gabriela Fernandes Martins (São Carlos, SP)

- Líderes: Gustavo Rojas e Luciana Rios

2013:

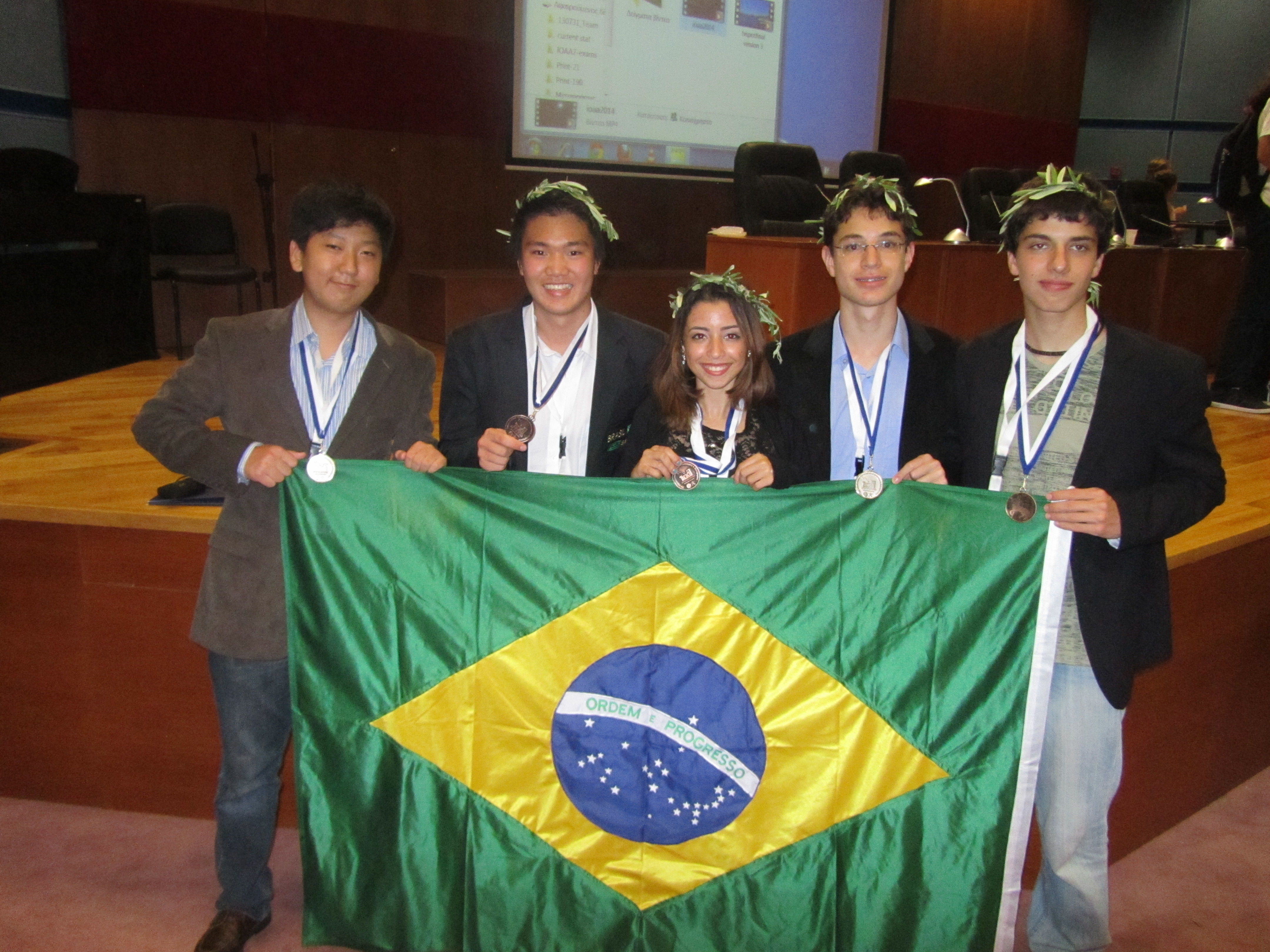
Equipe Brasileira na VII IOAA (Volos, Grécia, 2013)

- Prata: Daniel Mitsutani (São Paulo, SP) e Luís Fernando Poletti Valle (Guarulhos, SP)
- Bronze: Fábio Kenji Arai (São Paulo, SP), Allan dos Santos Costa (Bauru, SP) e Larissa Fernandes de Aquino (Recife, PE)

- Líderes: Eugênio Reis e Gustavo Rojas

2014:
- Medalha de Prata na Prova em Equipe
- Bronze: Daniel Mitsutani (São Paulo, SP) e Allan dos Santos Costa (Bauru, SP)
- Menção Honrosa:  Felipe Vieira Coimbra (Teresina, PI), Pedro Guimarães Martins (Belo Horizonte, MG) e Daniel Charles Heringer Gomes (Mogi das Cruzes, SP)

- Líderes: Eugênio Reis e Gustavo Rojas

2015:
- Menção Honrosa: Carolina Lima Guimarães (Vitória, ES), Felipe Roz Barsevicius (Sorocaba, SP), João Paulo Krug Paiva (Curitiba, PR) e Yassin Rany Khalil (Primavera do Leste, MT)
- Certificado de Participação: Pedro Henrique Dias da Silva (Porto Alegre, RS)

- Líderes: Eugênio Reis e Gustavo Rojas

2016:
- Medalha de Bronze na Prova em Equipe
- Bronze: Giancarlo Siniscalchi Guimarães Pereira (São Paulo, SP) e Pedro Seber e Silva (São Paulo, SP)
- Menção Honrosa:  Gabriel Dante Cawamura Seppelfelt (São Caetano do Sul, SP), Vitor Gomes Pires (São Paulo, SP) e Lucas Prado Vilanova (Valinhos, SP).

- Líderes: Eugênio Reis e Gustavo Rojas

2017: 
- Medalha de Bronze na Prova em Equipe (mista): Bruno Görressen Mello  (Belém, PA).
- Prata: João Vitor Guerreiro Dias (São Paulo, SP).
- Bronze: Nathan Luiz Bezerra Martins (Fortaleza, CE) e Vinicius Azevedo dos Santos (Fortaleza, CE).
- Menção Honrosa: Bruno Görressen Mello (Belém, PA) e Pedro Pompeu de Sousa Brasil Carneiro (Fortaleza, CE).

- Líderes: Eugênio Reis e Gustavo Rojas.

2018: 

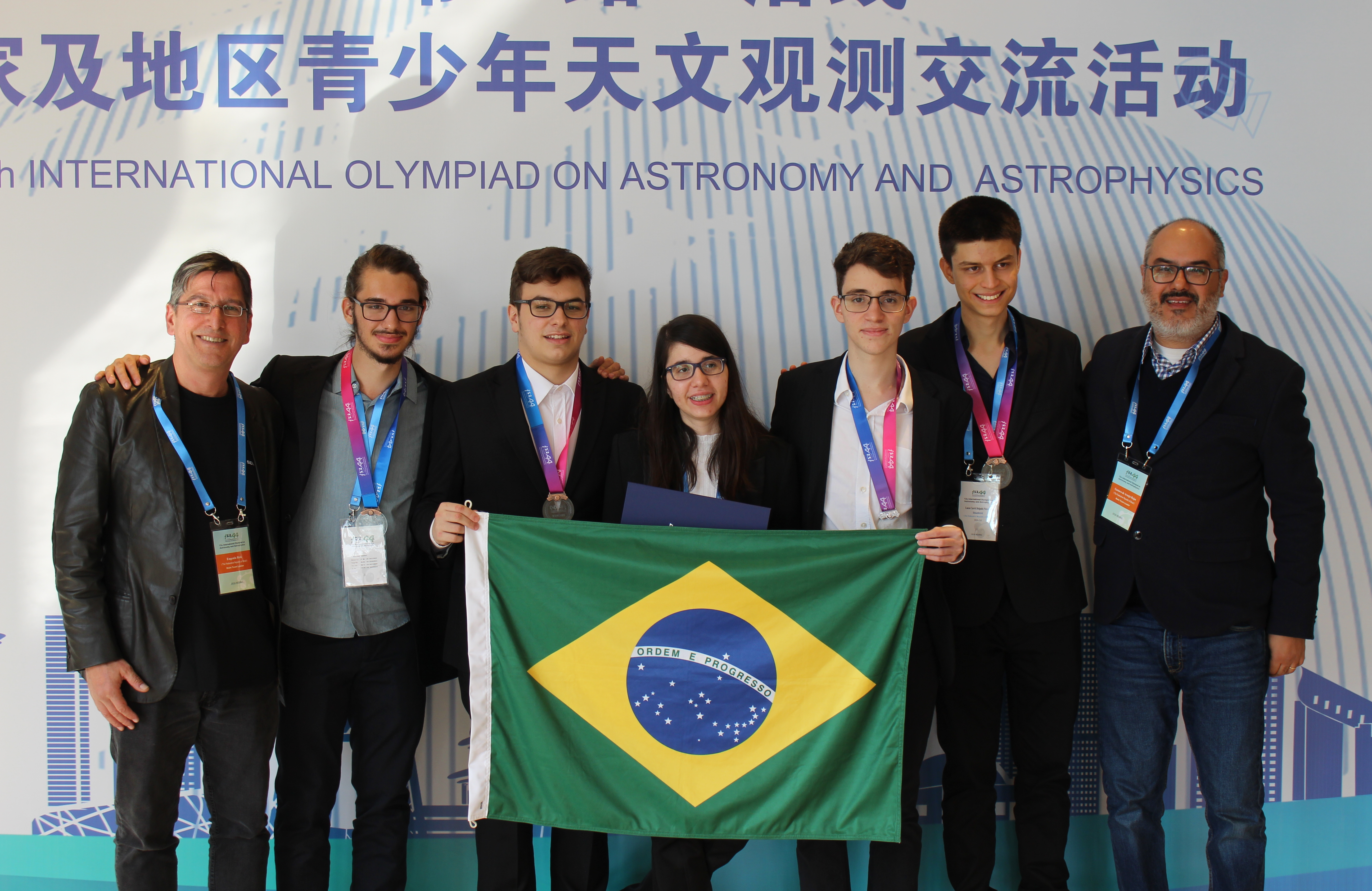
Equipe Brasileira na XII IOAA (Pequim, China, 2018)

- Prata: Bruno Caixeta Piazza (Campinas, SP).
- Bronze: João Gabriel Stefani Antunes (Fortaleza, CE), Juventino José Férrer da Fonseca (Recife, PE) e Lucas Carrit Delgado Pinheiro (Marília, SP).
- Menção Honrosa: Sarah Leitão Melo (Fortaleza, CE).

- Líderes: Eugênio Reis e Gustavo Rojas.

2019:
- Bronze: Giovanna Girotto (São Paulo, SP), Luã de Souza Santos (São Paulo, SP) e Raul Basílides Gómez del Estal Teixeira (Fortaleza, CE).
- Menção Honrosa: Bruna Junqueira de Almeida Ferreira Lopes (São Paulo, SP) e Lucas Shoji (São Paulo, SP).

- Líderes: Eugênio Reis e Julio Cesar Klafke.

2020:

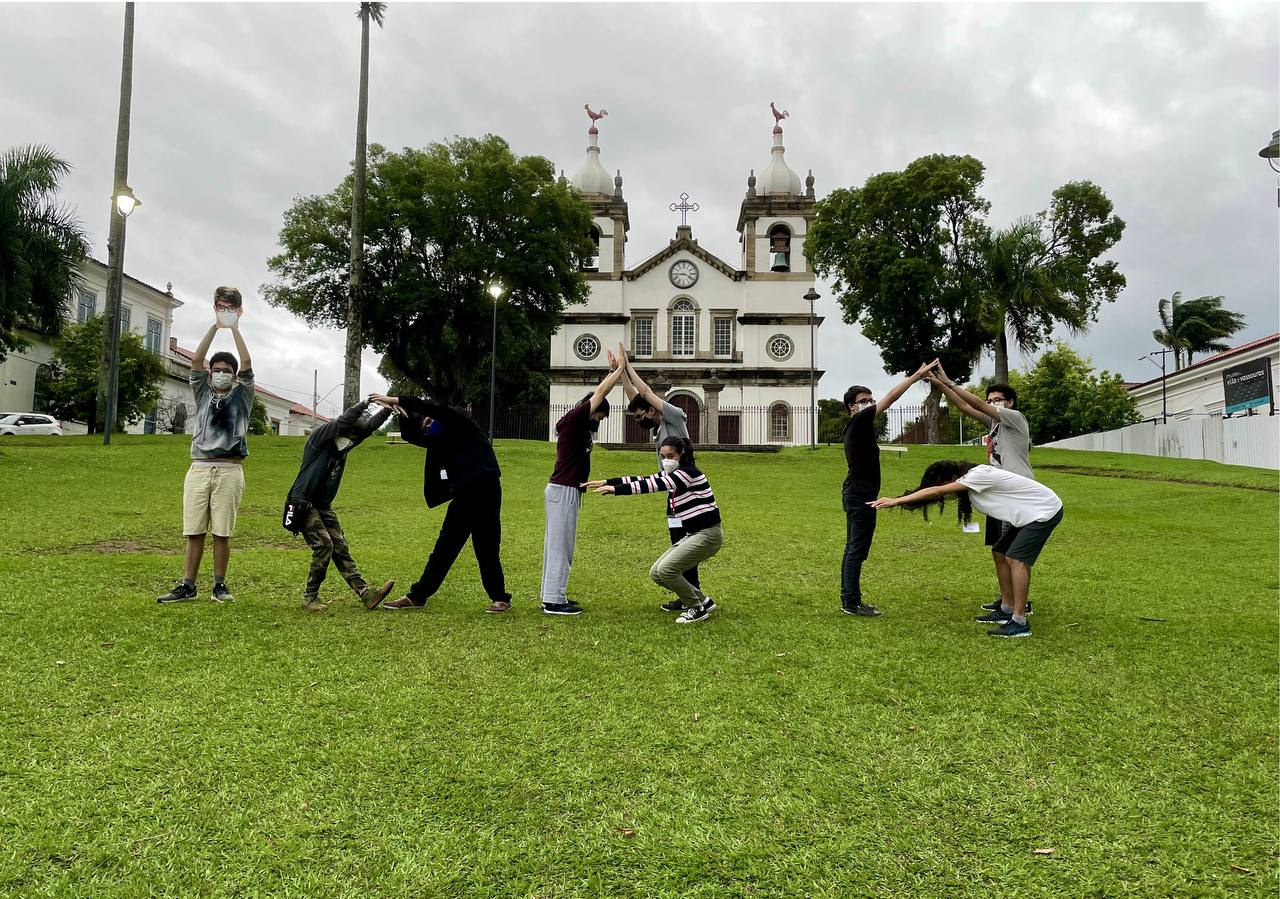
Equipe Brasileira na XIV IOAA (Vassouras, Brasil, 2021)

- Ouro: Bruno Makoto Tanabe de Lima (São Paulo, SP), João Pedro Chamhum Basílio (Juiz de Fora, MG), Lucas Shoji (São Paulo, SP) e Tiago Mariotto Lucio (Jundiaí, SP).
- Prata: Giulia Nóbrega da Costa (São Paulo, SP) e Luiz Henrique Fonteles da Silveira (Fortaleza, CE).
- Bronze: Fabrízio Melges Ferro (São Paulo, SP), Ian Seo Takose (São Paulo, SP), Luís Otávio Trotti Martins Guedes de Souza (São Bernardo do Campo, SP) e Miguel Diniz Santos (São José dos Campos, SP).

- Líderes: Eugênio Reis, João Gabriel Stefani Antunes, Julio Cesar Klafke e Bruno Caixeta Piazza.

*Devido à pandemia do COVID-19, a IOAA 2020 foi substituída por uma competição virtual, a GeCAA (Global e-Competition on Astronomy and Astrophysics). A GeCAA foi organizada pelo comitê internacional da IOAA com extensiva ajuda da Olimpíada Estoniana de Astronomia.

2021:
- Equipe Brasileira na XIV IOAA (Vassouras, Brasil, 2021)Ouro: Bruno Makoto Tanabe de Lima (São Paulo, SP) e Otávio Casagrande Ferrari (Americana, SP).
- Prata: André Andrade Gonçalves (Imperatriz, MA), Eduardo Henrique Camargo de Toledo (Valinhos, SP), Ian Seo Takose (São Paulo, SP) e Ualype de Andrade Uchôa (Fortaleza, CE).
- Bronze: Cauan Hideki Magalhães Kazama (Jundiaí, SP), Gabriel Hemétrio de Menezes (Belo Horizonte, MG), Gabriela Martins dos Santos (Brusque, SC) e Maria Antonia Corrêa Picanço del Nero (Rio de Janeiro, RJ).

- Líderes: Eugênio Reis, João Gabriel Stefani Antunes, Julio Cesar Klafke e Bruno Caixeta Piazza.

2022:
- Ouro: Paulo Henrique dos Santos Silva (São Paulo, SP)
- Prata: Jan Bojan Ratier (Curitiba, PR) e Paulo Otávio Portela Santana (Campo Grande, MS)
- Bronze: Gabriela Martins dos Santos (Brusque, SC) e Gabriel Hemétrio de Menezes (Belo Horizonte, MG)
- Líderes: João Gabriel Stefani Antunes e Julio Cesar Klafke

2023
- Ouro: Murilo de Andrade Porfirio (Passo Fundo, RS); Paulo Henrique dos Santos Silva (São Paulo, SP)
- Prata: Paulo Otavio Portela Santana (Fortaleza, CE) e Gabriel Hemetrio de Menezes (Fortaleza, CE)
- Menção Honrosa: Mariana Naves Tana (Belo Horizonte, MG)
- Líderes: Prof. Dr. Eugênio Reis Neto, Ualype Uchôa.

2024

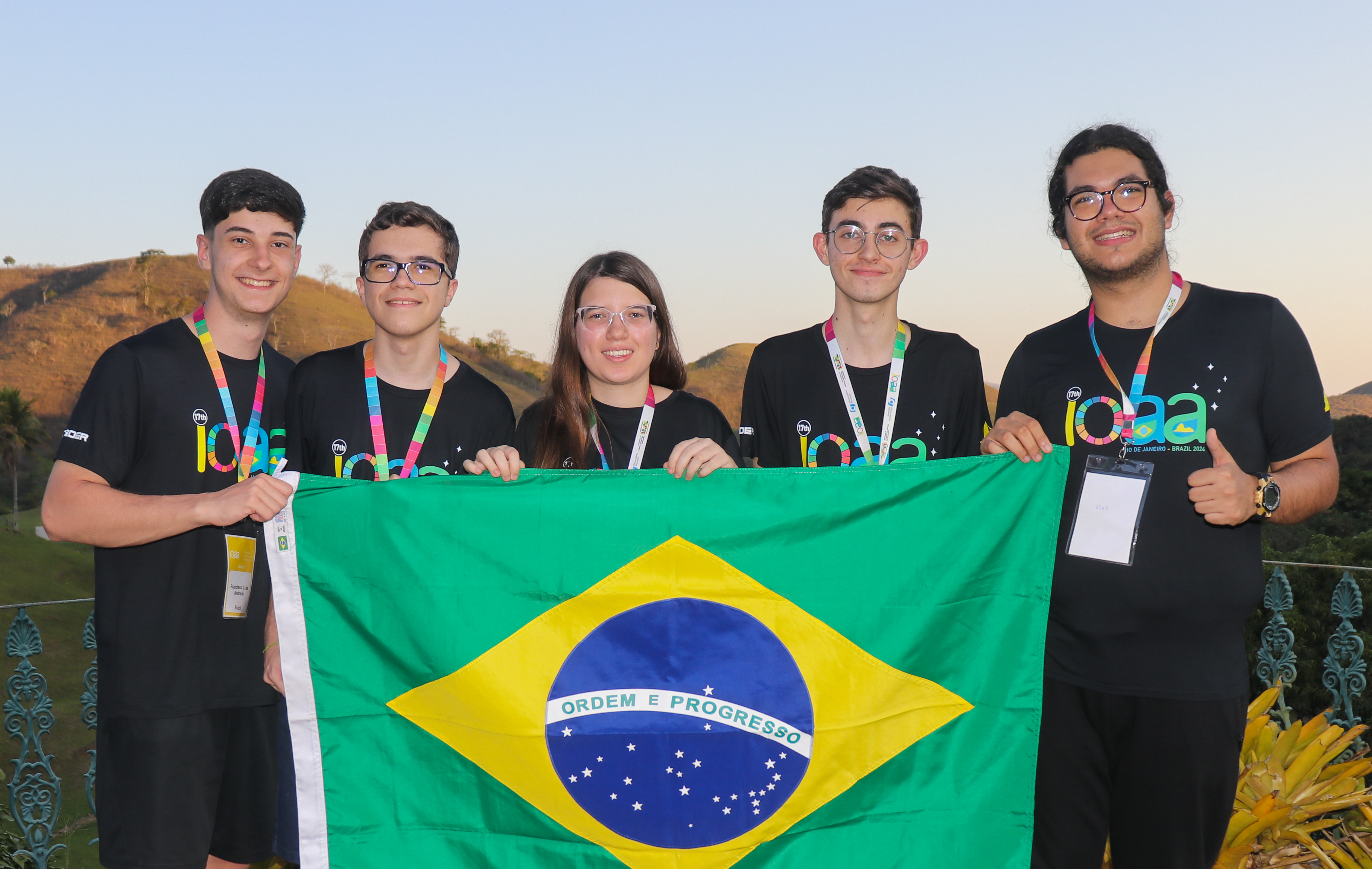
Time Brasil - Foto:Clara Sampaio/OBA

- Prata: Francisco Carluccio de Andrade (Campinas, SP) e Heitor Borim Szabo (Socorro, SP)
- Bronze: Lucas Cavalcante Menezes (Aracaju, SE); Gustavo Mesquita França (Fortaleza, CE) e Natália Rosa Vinhaes (São Luís, MA)
- Líderes: Prof. Julio Cesar Klafke e Eduardo Henrique Camargo de Toledo

## Portugal na IOAA
Portugal participa na IOAA desde a competição de 2011, em Katowice, na Polónia, não tendo participado na edição de 2018. Os elementos da equipa portuguesa são seleccionados numa competição a nível nacional - as Olimpíadas de Astronomia, que está aberta a todos os alunos do secundário. 

### Resultados obtidos
| Edição | Ano   | País Sede | Ouro | Prata | Bronze | Honra |
| ------ | ----- | --------- | ---- | ----- | ------ | ----- |
| 5      | 2011  | Polónia   | -    | -     | -      | -     |
| 6      | 2012  | Brasil    | -    | -     | -      | 1     |
| 7      | 2013  | Grécia    | -    | -     | -      | -     |
| 8      | 2014  | Roménia   | -    | -     | -      | 2     |
| 9      | 2015  | Indonésia | -    | -     | -      | -     |
| 10     | 2016  | Índia     | -    | -     | -      | 2     |
| 11     | 2017  | Tailândia | -    | -     | -      | -     |
| 13     | 2019  | Hungria   | -    | -     | -      | -     |
| 14     | 2021  | Colômbia  | -    | -     | 2      | -     |
| 15     | 2022  | Geórgia   | -    | -     | 1      | -     |
| 16     | 2023  | Polónia   | -    | -     | -      | 1     |
| 17     | 2024  | Brasil    | -    | -     | 1      | 1     |
|        | TOTAL | TOTAL     | -    | -     | 4      | 7     |

### Delegações portuguesas
2011:
- Certificado de participação: Carolina Duarte (Escola Secundária Rainha D. Leonor, Lisboa)

- Líder: Eduardo Brescansin de Amores

2012:
- Menção Honrosa: Matheus Silva Marreiros (Escola Secundária Eça de Queirós, Lisboa)
- Certificado de participação: Mariana Sousa Paiva (Escola Secundária da Ribeira Grande, Ribeira Grande)

- Líder: Cristina Fernandes

2013:
- Certificado de participação: Filipe Matos (Escola Secundária de Vergílio Ferreira, Lisboa), Guilherme Machado (Escola Secundária Alves Martins, Viseu), Luis Rita (Escola Secundária de Eça de Queirós, Lisboa)
- Líder: Carla Carvalho

2014:
- Menção Honrosa: Diogo Cruz (Escola Secundária Domingos Sequeira, Leiria), Maria Eduarda Marta (Escola Secundária Infanta D. Maria, Coimbra)
- Certificado de participação: Duarte Magano (Colégio Luso Francês, Porto), Pedro Ribeiro (Escola Secundária de Caldas das Taipas, Caldas das Taipas)

- Líder: Manuel Silva

2015:
- Certificado de Participação: Diogo Gameiro Neves Currito Ribeiro (Escola Secundária Vergílio Ferreira, Lisboa), Manuel Ruivo de Oliveira (Escola Secundária José Saramago, Mafra), Ivo José Gonçalves (Escola Secundária D. Maria II, Braga)

- Líder: Jorge Grave

2016:
- Menção Honrosa: Diogo Gameiro Neves Currito Ribeiro (Escola Secundária Vergílio Ferreira, Lisboa), Vasco Esteves (Escola Secundária Damião de Góis, Alenquer)
- Certificado de Participação: Ivo José Gonçalves (Escola Secundária D. Maria II, Braga), João Pedro Gomes (Escola Secundária Carlos Amarante, Braga)

- Líder: Jorge Grave

2017: 
- Certificado de Participação: João Galvão (Escola Secundária Damião de Góis, Alenquer), Jéssica Gonçalves (Colégio de São José Ramalhão, Sintra), Tânia Machado (Escola Secundária de Pedro Nunes, Lisboa), Carlos Cunha (Colégio Didálvi, Barcelos)
- Líder: Jorge Grave

2019: 
- Certificado de Participação: Júlia Cristina Pacheco de Medeiros Mestre (Escola Secundária Antero de Quental, Ponta Delgada), João Dinis Ribeiro Machado de Carvalho Álvares (Agrupamento de Escolas D. Maria II, Braga), Edoardo Miguel Curto Correia Contente (Salesianos de Lisboa, Lisboa), Rafael Diogo Soares (Escola Secundária Domingos Sequeira, Leiria)
- Líder: Gustavo Rojas

2021:
- Bronze: Jorge Miguel Bastos da Costa (Colégio de Santa Doroteia, Lisboa), Gabriel Alberto Mourão Almeida (Escola Secundária de Santa Maria Maior, Viana do Castelo)
- Certificado de Participação: João Nuno da Silva Freitas Cunha (Escola Básica e Secundária Gonçalves Zarco, Funchal)

- Líderes: Gustavo Rojas e Ana Afonso

2022:
- Bronze: Jorge Miguel Bastos da Costa (Colégio de Santa Doroteia, Lisboa)
- Certificado de Participação: Pedro Leal Azóia e Alexandre Carapeto Delgado (Academia de Música de Santa Cecília, Lisboa), Margarida Maria Amaral Pólvora Doutor da Fonseca (Colégio Pedro Arrupe, Lisboa), Filipa Mota Guerreiro Cabrita (Escola Secundária José Saramago, Mafra)
- Líder: Jorge Grave

2023:
- Menção Honrosa: Bruno Ramos Casanova Patrício Ralha (Agrupamento de Escolas Alcaides de Faria, Barcelos)
- Certificado de Participação: Cátia Sofia Rodrigues Silva (Escola Secundária Inês de Castro, Vila Nova de Gaia), Madalena Cardoso Mota e Pedro Leal Azóia  (Academia de Música de Santa Cecília, Lisboa), Filipa Mota Guerreiro Cabrita (Escola Secundária José Saramago, Mafra)
- Líder: Gustavo Rojas

2024:
- Bronze: Bruno Ramos Casanova Patrício Ralha (Agrupamento de Escolas Alcaides de Faria, Barcelos)
- Menção Honrosa: Cátia Sofia Rodrigues Silva (Escola Secundária Inês de Castro, Vila Nova de Gaia)
- Certificado de Participação: Sebastião Mendonça (Colégio Pedro Arrupe, Lisboa), Daniel Valério (Escola Secundária José Saramago, Mafra), Vicente Rasteiro (Agrupamento de Escolas de Sampaio, Sesimbra)
- Líder: Gustavo Rojas

## Sedes
| Edição | Ano  | País Sede | Cidade Sede                 | Data                           | Situação   |
| ------ | ---- | --------- | --------------------------- | ------------------------------ | ---------- |
| 1ª     | 2007 | Tailândia | Chiang Mai                  | 30 de novembro a 9 de dezembro | Já ocorreu |
| 2ª     | 2008 | Indonésia | Bandung                     | 19 a 28 de agosto              | Já ocorreu |
| 3ª     | 2009 | Irã       | Teerã                       | 17 a 27 de outubro             | Já ocorreu |
| 4ª     | 2010 | China     | Pequim                      | 12 a 21 de setembro            | Já ocorreu |
| 5ª     | 2011 | Polônia   | Cracóvia, Katowice, Chorzów | 25 de agosto a 4 de setembro   | Já ocorreu |
| 6ª     | 2012 | Brasil    | Rio de Janeiro, Vassouras   | 4 a 13 de agosto               | Já ocorreu |
| 7ª     | 2013 | Grécia    | Volos                       | 27 de julho a 4 de agosto      | Já ocorreu |
| 8ª     | 2014 | Romênia   | Suceava, Gura Humorului     | 1 a 11 de agosto               | Já ocorreu |
| 9ª     | 2015 | Indonésia | Magelang                    | 26 de julho a 4 de agosto      | Já ocorreu |
| 10ª    | 2016 | Índia     | Bhubaneswar                 | 9 a 19 de dezembro             | Já ocorreu |
| 11ª    | 2017 | Tailândia | Phuket                      | 12 a 21 de novembro            | Já ocorreu |
| 12ª    | 2018 | China     | Pequim                      | 3 a 11 de novembro             | Já ocorreu |
| 13ª    | 2019 | Hungria   | Keszthely e Hévíz           | 2 a 10 de agosto               | Já ocorreu |
| N/A    | 2020 | Estônia   | N/A                         | 25 de setembro a 25 de outubro | Já ocorreu |
| 14ª    | 2021 | Colômbia  | Bogotá                      | 14 a 21 de novembro            | Já ocorreu |
| 15ª    | 2022 | Geórgia   | Kutaisi                     | 14 a 22 de agosto              | Já ocorreu |
| 16ª    | 2023 | Polônia   | Chorzów                     | 10 a 20 de agosto              | Já ocorreu |
| 17ª    | 2024 | Brasil    | Vassouras, Rio de Janeiro   | 17 a 27 de agosto              | Já ocorreu |
| 18ª    | 2025 | Índia     | Bombaim                     | 11 a 21 de agosto              | Confirmado |